# Bulboaca (Briceni)
Bulboaca è un comune della Moldavia situato nel distretto di Briceni di 1.020 abitanti al censimento del 2004.